# Otto Schulthess
Otto Schulthess (* 3. Januar 1862 in Winterthur; † 26. April 1939 in Bern) war ein schweizerischer Klassischer Philologe, der als Gymnasiallehrer in Frauenfeld (1886–1906) und als Privatdozent in Zürich (1893–1907) und Professor in Bern (1907–1939) wirkte. Er ist durch Studien zum griechischen und römischen Recht sowie zu Epigraphik und Papyrologie hervorgetreten. Ebenso bedeutend war sein Wirken für die Provinzialrömische Archäologie in der Schweiz.

## Leben
Otto Schulthess, der Sohn eines Müllers, besuchte das Gymnasium seiner Heimatstadt Winterthur und erlangte im Jahr 1879 die Matura. Während seiner Schulzeit gehörte er der Mittelschulverbindung Vitodurania an, in der er den Namen «Pollux» erhielt. Ab dem Herbst 1880 studierte Klassische Philologie an der Universität Zürich. Zu seinen akademischen Lehrern gehörten die Philologen Arnold Hug, Hugo Blümner und Adolf Kaegi, der Sprachwissenschaftler Heinrich Schweizer-Sidler (1815–1894), der Historiker Gerold Meyer von Knonau und der Philosoph Richard Avenarius. Bereits während des Studiums stellte Schulthess die Weichen für seine akademische Laufbahn: 1883 kontaktierte er den Münchner Professor Eduard Wölfflin und signalisierte ihm sein Interesse, an dem geplanten Thesaurus Linguae Latinae mitzuarbeiten. Er übernahm das Verzetteln der Schriften des römischen Juristen Ulpian und verbrachte das Sommersemester 1885 an der Universität München. Dort hörte er neben Wölfflins Vorlesungen auch die der Philologen Rudolf Schöll und Wilhelm Christ und die des Archäologen Heinrich Brunn. Nach seiner Rückkehr nach Zürich im Herbst 1885 bestand er die Diplomprüfung für das Gymnasiallehramt und wurde zum Dr. phil. promoviert.
Nach Studienabschluss ging Schulthess an die Universität Bonn, um seine Studien zu vertiefen. Er besuchte die Lehrveranstaltungen der Philologen Franz Bücheler und Hermann Usener, der Historiker Heinrich Nissen und Alfred Dove und des Ägyptologen Alfred Wiedemann. Er gehörte auch dem „Bonner Kreis“ an, wo er mit den Studenten August Brinkmann, Otto Cuntz, August Hausrath, Erich Pernice und Hermann Winnefeld verkehrte. Als Schulthess im Frühjahr 1886 nach Winterthur zurückkehrte, plante er eine ausgedehnte Studienreise nach Italien. Da er kurz darauf als Stellvertreter (Vikar) ans Gymnasium zu Trogen im Kanton Appenzell Ausserrhoden berufen wurde, konnte er die Reise nicht antreten. Nach dem kurzen Vikariat erhielt er eine Lehrerstelle am Gymnasium zu Frauenfeld, die er ab Herbst 1886 fast zwanzig Jahre lang innehatte.
Neben seiner Tätigkeit im Schuldienst blieb Schulthess weiterhin der Wissenschaft verbunden. Er setzte seine Studien zur antiken Rechtsgeschichte fort und veröffentlichte 1891 eine Abhandlung zum Prozess des Gaius Rabirius, mit der er sich 1893 an der Universität Zürich habilitierte. Ab dem Sommersemester 1894 hielt Schulthess regelmässig Vorlesungen an der Universität. In Anerkennung seiner Verdienste wurde er im Herbst 1902 zum ausserordentlichen Professor ernannt.
Die Doppelbelastung der schulischen und universitären Lehre wurde schliesslich zu viel für Schulthess. Als er zum Wintersemester 1906/1907 zusätzlich zu seinen Vorlesungen die Einführungskurse in die lateinische Sprache und Lektüre übernommen hatte, nahm er zu Ostern 1906 seinen Abschied vom Gymnasium Frauenfeld und übersiedelte nach Zürich.
Schon nach einem Jahr verliess Schulthess Zürich und ging als ordentlicher Professor der Klassischen Philologie an die Universität Bern, die ihn am 28. September 1907 als Nachfolger von Karl Praechter berufen hatte. In Bern blieb Schulthess bis an sein Lebensende in Lehre und Forschung aktiv. Einen Ruf an die Universität Zürich (1918) schlug er aus. Im akademischen Jahr 1920/1921 fungierte er als Rektor der Universität Bern. Als 1931 seine Versetzung in den Ruhestand bevorstand, wurde seine Planstelle durch zwei Extraordinariate mit jeweils gräzistischem und latinistischem Schwerpunkt ersetzt, die mit Édouard Tièche und Oskar von Allmen besetzt wurden. Schulthess kündigte auch nach seiner Versetzung in den Ruhestand (1932) Vorlesungen an.
In Bern trat neben seine angestammten Forschungsgebiete, die neben dem antiken Recht besonders Epigraphik und Papyrologie betrafen, ein neues Feld: die Provinzialrömische Archäologie, insbesondere die Erforschung der römischen Siedlungsspuren in der Umgebung von Bern. Schulthess beteiligte sich an der Kommission für römische Forschung der Schweizerischen Gesellschaft für Erhaltung der Kunstdenkmäler. Bei der 1909 gegründeten schweizerischen Rheinlimes-Kommission übernahm er den Vorsitz und führte in ihrem Auftrag mehrere Grabungen durch.
Ab 1907 veröffentlichte er in den Jahrbüchern des Kaiserlich-Deutschen Archäologischen Instituts und in den Berichten der Römisch-Germanischen Kommission umfassende Berichte über die Römerforschung in der Schweiz. 1925 wurde Schulthess zum ordentlichen Mitglied des DAI gewählt, 1934 zum Schweizer Delegierten in der Thesaurus-Kommission.
Schulthess erlag in der Nacht vom 25. zum 26. April 1939 einem Schlaganfall.

## Schriften (Auswahl)
- Vormundschaft nach Attischem Recht. Bonn/Freiburg i. Br. 1886
- Der Prozeß des C. Rabirius vom Jahre 63 v. Chr. Frauenfeld 1891 (Schulprogramm)
- Die Vormundschaftsrechnung des Demosthenes. Frauenfeld 1899 (Schulprogramm)
- Das römische Kastell Irgenhausen (Kanton Zürich). Zürich 1911
- Aus alten Urkunden, die Rietermühle zu Winterthur betreffend. Winterthur 1917
- Das attische Volksgericht. Bern 1921
- Briefe von Conrad Ferdinand Meyer, Betsy Meyer u. J. Hardmeyer-Jenny. Bern 1927